# Carlo Formenti (imprenditore)
Carlo Formenti (Milano, 1º giugno 1926 – Desio, 31 gennaio 2022) è stato un imprenditore italiano del settore dell'elettronica di consumo.

## Biografia
Appena diplomato e poco più che ventenne, dopo alcune esperienze alla CGE, nel 1947 fonda a Desio una propria ditta, la Carlo Formenti s.a.s, specializzata nella progettazione e costruzione di radioricevitori.
L'impresa, da piccola fabbrica artigianale diviene dagli anni cinquanta-sessanta, un vero e proprio produttore su scala industriale, producendo anche televisori ed elettrodomestici. L'azienda di Formenti si espande ulteriormente con i marchi Westinghouse , Seleco , Brionvega ed altro  fino a quando, negli anni 2000 sopraggiunge la  crisi del settore a causa della concorrenza estremo orientale che porta alla sua liquidazione volontaria  nel 2005.
Sposato e padre di cinque figli, due di loro, Giovanni e Giulio hanno fatto parte del management del Gruppo Formenti.